# Jean-Jacques Monnier
Pour les articles homonymes, voir Monnier.
Jean-Jacques Monnier, né à Londres en 1944, est un écrivain français, spécialiste reconnu de l'histoire politique de la Bretagne,,.

## Biographie
Né en 1944 près de Londres où ses parents étaient engagés dans les Forces françaises libres, il vit à Saint-Brieuc dès 1946. Il étudie au lycée Anatole Le Braz puis, en géographie, à la Faculté des lettres de Rennes et à la Sorbonne (1962-67). Il consacre sa thèse de 3e cycle à la géographie de l’opinion politique en Ille-et-Vilaine (1971). Il commence en 1972 une thèse d’État sur l’histoire et la géographie de l’opinion politique en Bretagne et la soutient en 1993, sous la direction de Michel Phlipponneau : elle sera publiée aux Presses universitaires de Rennes en 1994. Après seize mois d'enseignement à l'ESM-EMIA (Coëtquidan) il est nommé en lycée à Cherbourg, Rennes, Tréguier, Lannion et Rezé avant d’exercer dix années à l’IUT de Lannion-Rennes1 en journalisme et communication.
En 1973, il rejoint l’historien enseignant Per Honoré pour finaliser une "Histoire de la Bretagne et des pays celtiques" en cinq volumes, parue aux éditions Skol-Vreizh. À partir de 1996, Jean-Jacques Monnier coordonne avec le médiéviste Jean-Christophe Cassard une version plus synthétique en un seul volume, "Toute l’histoire de Bretagne". En 2020, il coordonne la mini-encyclopédie Bretagne l'essentiel, chez Skol-Vreizh.
Dès 1965, Jean-Jacques Monnier avait rejoint l’Union démocratique bretonne et participé durablement à la rédaction et à la réalisation de son journal mensuel Le Peuple breton. Il devient, de septembre 1984 à décembre 1992, le rédacteur en chef du magazine, dans lequel il continue par la suite à signer des articles, notamment historiques et d’analyse géo-électorale. Il est élu conseiller municipal à Lannion de 1989 à 2014.
À partir de 2012, avec le réalisateur Olivier Caillebot, l’historien s’oriente vers l’intégration de l’audiovisuel à la démarche de vulgarisation de l’histoire régionale. Le tandem produit un livre audio (2012) et une histoire en vidéo, ainsi qu’une version adaptée aux télévisions locales des cinq départements (2015-2019). Elle est mise en ligne et accessible gratuitement partout dans le monde sur You Tube. Caillebot et Monnier sortent également une série de films documentaires historiques consacrés à différents territoires bretons, diffusés par l’association Bretagne Culture Diversité,. Leur dernier film, La Saga de la Trégor Valley, est consacré à l'histoire du développement de l'industrie des télécommunications à Lannion et dans le Trégor.
En janvier 2025, J.-J. Monnier publie aux éditions L'Harmattan un ouvrage en deux tomes sur le centralisme de l’État français: Un millénaire de pouvoir vertical, 987-1815 - Histoire de la centralisation française, préfacé par le linguiste Philippe Blanchet-Lunati, et Le jacobinisme : Une addiction française, 1815-2025 - Histoire de la centralisation française. Ces deux ouvrages obtiennent un large écho dans la presse régionale,,. La revue L'Histoire estime que cet ouvrage, après Paris et le désert français de Jean-François Gravier (Flammarion, 1947), La Société bloquée de Michel Crozier (Seuil, 1970) et Le Mal français d’Alain Peyrefitte (Plon, 1976) "inscrit le processus de centralisation dans la longue durée" et qu' "En multipliant les exemples d’affirmation autoritaire de cette souveraineté impérieuse, ces deux volumes nous offrent une très utile relecture de cette très longue histoire « franco-française », faite de blocages et d’affrontements entre la population et un pouvoir dominateur, quel que soit le régime."

## Ouvrages
- Jean-Jacques Monnier, Le comportement politique des Bretons (1945-1994), Rennes, Presses universitaires de Rennes, coll. « Des sociétés », juillet 1994, 436 p., 23,8 × 16 cm (ISBN 2-86847-112-9)
- Jean-Jacques Monnier, Histoire de l'Union démocratique bretonne, Lannion, Presses populaires de Bretagne, coll. « Les cahiers du Peuple breton » (no 7), 1998, 46 p. (ISSN 0245-9507)
- Jean-Jacques Monnier (préf. Yves Plasseraud, postface Loïc Le Bec), La mouette et l'ajonc : un demi-siècle de combats pour la Bretagne ou l'itinéraire d'un Breton de gauche, Terre de brume, avril 1999, 192 p., 24 × 14 cm (ISBN 978-2-84362-046-1, présentation en ligne)
- Jean-Jacques Monnier, Jean-Christophe Cassard et collectif, Toute l'histoire de Bretagne : des origines à la fin du XXe siècle, Skol Vreizh, 2003, 828 p., 24,6 × 16,4 cm (ISBN 2911447832)
- Jean-Jacques Monnier, Jean Boutouiller et Michel Guillou (préf. Roger Huguen), Été 44 : Résistances et Libération en Trégor, Skol Vreizh, coll. « Cahier bleu » (no 56), octobre 2004, 83 p., 21,6 × 19,4 cm (ISBN 291562304X)
- Jean-Jacques Monnier et Yves Coativy, Le Trégor, Palantines, coll. « Histoire et géographie contemporaine », avril 2006, 240 p. (ISBN 2911434544)
- Jean-Jacques Monnier (préf. Mona Ozouf), Résistance et conscience bretonne (1940-1945) : l'hermine contre la croix gammée, Yoran Embanner, décembre 2007, 21,4 × 15,6 cm (ISBN 2916579095)
- Jean-Jacques Monnier, Yves Coativy et Daniel Giraudon, Le Goëlo, Palantines, juin 2010 (ISBN 2356780289)
- "Histoire d'un siècle - Bretagne 1901-2001, L'émancipation d'un monde", collectif: Michel Denis, Claude Geslin, Patrick Gourlay, Ronan Le Coadic, J.-J. Monnier (co-auteur et auteur des chap. 3 : "1919-1939 : un éveil qui reprend, malgré tout" (avec Michel Denis), 4: "L'Occupation : des choix individuels qui annoncent les choix collectifs (avec Michel Denis)", 5: "Un immense mouvement de rattrapage (1950-72)" et  6: "L'épanouissement et les difficultés : 1972-1992", Morlaix, Skol-Vreizh, 2010.
- Jean-Jacques Monnier et Olivier Caillebot, Histoire de Bretagne pour tous : de -700 000 à nos jours, Skol Vreizh, coll. « Audio-livre », octobre 2011, 64 p., 25,2 × 14,6 cm + 4 CD (ISBN 2915623899)
- Jean-Jacques Monnier, Lionel Henry et Yannick Quénéhervé (postface Michel Nicolas), Histoire de l’Union démocratique bretonne : 50 ans de luttes, Fouesnant, Yoran embanner, avril 2014, 392 p., 15,5 × 22 cm (ISBN 978-2-916579-60-3, présentation en ligne)
- Bretagne: l'essentiel, ouvr. coll., coordonné par J.-J. Monnier, Morlaix, Skol Vreizh, 2020, 192 p.,  (ISBN 978-2-36758-117-0)
- La Grande histoire de la Bretagne, Landévennec, éditions Breizh Odyssée, 2024[14].
- Un millénaire de pouvoir vertical, 987-1815 - Histoire de la centralisation française, tome 1, Paris, préface de Philippe Blanchet-Lunati, L'Harmattan, 2025.
- Le jacobinisme : Une addiction française, 1815-2025 - Histoire de la centralisation française, tome 2, Ibid., 2025.

## Distinctions
- Décoré de l'Ordre de l'Hermine en 2013[15].